# Hyphasis palawana
Hyphasis palawana es una especie de insecto coleóptero de la familia Chrysomelidae. Fue descrita científicamente en 2001 por Medvedev.